# Puccinia trebouxii
Puccinia trebouxii ist eine Ständerpilzart aus der Ordnung der Rostpilze (Pucciniales). Der Pilz ist ein Endoparasit der Süßgrasgattung Melica. Symptome des Befalls durch die Art sind Rostflecken und Pusteln auf den Blattoberflächen der Wirtspflanzen. Sie ist in Zentralasien beheimatet.

## Merkmale

### Makroskopische Merkmale
Puccinia trebouxii ist mit bloßem Auge nur anhand der auf der Oberfläche des Wirtes hervortretenden Sporenlager zu erkennen. Sie wachsen in Nestern, die als gelbliche bis braune Flecken und Pusteln auf den Blattoberflächen erscheinen.

### Mikroskopische Merkmale
Das Myzel von Puccinia trebouxii wächst wie bei allen Puccinia-Arten interzellulär und bildet Saugfäden, die in das Speichergewebe des Wirtes wachsen. Aecien oder Spermogonien der Art sind nicht bekannt. Die zimtbraunen Uredien des Pilzes wachsen meist oberseitig auf den Wirtsblättern und auf den Hüllrohren. Ihre gelb- bis goldbraunen Uredosporen sind 28–35 × 24–28 µm groß, breitellipsoid und fein stachelwarzig. Die blattoberseitig wachsenden Telien der Art sind schwarzbraun und früh offenliegend. Die kastanienbraunen Teliosporen sind zweizellig, in der Regel eiförmig bis ellipsoid und 45–58 × 24–28 µm groß. Ihre Stiele sind farblos bis hellgelblich und bis zu 110 µm lang.

## Verbreitung
Das bekannte Verbreitungsgebiet von Puccinia trebouxii umfasst die Grenzregion zwischen Afghanistan, dem Iran, Usbekistan und Tadschikistan.

## Ökologie
Die Wirtspflanzen von Puccinia trebouxii sind Melica canescens und M. cupanii. Der Pilz ernährt sich von den im Speichergewebe der Pflanzen vorhandenen Nährstoffen, seine Sporenlager brechen später durch die Blattoberfläche und setzen Sporen frei. Die Art verfügt über einen Entwicklungszyklus, von dem bislang lediglich Telien und Uredien sowie deren Wirt bekannt sind; Spermogonien und Aecien konnten dem Pilz nicht zugeordnet werden.